# Harun Farocki
Harun Farocki (Neutitschein, Sudetenland, Txecoslovàquia, 9 de gener de 1944 − Berlín, Alemanya, 30 de juliol de 2014) va ser un cineasta alemany nascut a Txecoslovàquia. Va pertànyer al Nou cinema alemany.

## Trajectòria
Harun El Usman Faroqhi va néixer a l'antiga Txecoslovàquia, concretament a Neutitschein (Sudetenland), actualment Nový Jicín (República Txeca). Va estudiar a l'Acadèmia de la televisió i cinema alemany de Berlín des de 1966 fins a 1968, de la qual va ser expulsat per motius polítics, a causa de pertànyer a un grup anomenat Agitrop, els quals produïen films de propaganda revolucionària.
Entre 1974 i 1984 va ser redactor de la cèlebre revista de cinema Filmkritik. Els seus articles van destacar pel rigor i el compromís moral. Va donar classes a diverses ciutats alemanyes, entre les quals destaca Düsseldorf. Durant sis anys (de 1993 a 1999) va ensenyar a Berkeley, a la Universitat de Califòrnia. El 1966 es va casar amb Ursula Lefkes, dos anys després van néixer les dues filles Annabel Lee i Larissa Lu. Des de 1966 fa més de 100 produccions per a la televisió i cinema, abastant milers de temes diferents. A partir de 1990 crea instal·la exposicions en grup i individuals a museus i galeries. De l'any 2006 al 2011 va ser professor de l'Acadèmia de les Belles arts a Viena.
Va pertànyer al Nou cinema alemany, juntament amb directors com Werner Herzog i Alexander Kluge decideixen manifestar-se a la ciutat d'Oberhausen i declaren que el cinema de la seva època estava perdut i els nous cineastes s'encarregarien de fer el nou cinema, inspirats en la Nouvelle Vague del cinema francès.
Va començar a fer cinema experimental, amb una càrrega de denúncia molt manifesta; i la majoria de la seva obra és d'aquest tipus documental. En un principi va estar molt inspirat per la forma cinematogràfica de Jean-Luc Godard, i va tenir paraules molt dures amb el treball de Rainer Werner Fassbinder, Volker Schlöndorff i Wim Wenders, per atenir-se aquests a la idea de pel·lícula que tothom pot esperar.

## Filmografia
En conjunt va realitzar més de 90 films; alguns d'ells són:
- Die Worte des Vorsitsenden, 1967
- Nicht löschbares Feuer, 1969
- Zwischen zwei Kriegen, 1978
- Bilder der Welt uns Inschrift des Krieges, 1988
- Gefängnisbilder, 2000
- Auge/Maschine, 2001
- Die Schöpfer der Einkaufswelten, 2001
- Erkennen und verfolgen, 2003
- Gegen-Musik, 2004
- Nicht ohne Risiko, 2004
- Aufschub, 2007
- Memories, 2007
- Übertragung, 2008
- Zum Vergleich, 2009

## Instal·lacions
- Serious Games III: Immersion
- Feasting or Flying
- Deep Play
- Workers Leaving the Factory
- On Construction On Griffith's Film
- A Way
- Three Montages
- Eye/Machine III
- Interface